# Astochia
Astochia is een vliegengeslacht uit de familie van de roofvliegen (Asilidae).

## Soorten
- A. africana (Ricardo, 1919)
- A. annulipes Hermann, 1917
- A. armata (Becker, 1909)
- A. bromleyi Joseph & Parui, 1984
- A. canis Bromley, 1935
- A. caspica Hermann, 1917
- A. ceylonicus (Ricardo, 1919)
- A. cirrisetosa Daniels, 1983
- A. completa (Becker, 1926)
- A. determinatus (Walker, 1860)
- A. flava Scarbrough in Scarbrough & Biglow, 2004
- A. grisea (Wiedemann, 1821)
- A. guptai Joseph & Parui, 1981
- A. hindostani (Ricardo, 1919)
- A. hircus (Fabricius, 1805)
- A. hulli Joseph & Parui, 1970
- A. indica Joseph & Parui, 1984
- A. inermis Hermann, 1917
- A. introducens (Walker, 1859)
- A. jayarami Joseph & Parui, 1981
- A. karikalensis Joseph & Parui, 1990
- A. lancealata Scarbrough in Scarbrough & Biglow, 2004
- A. longistylus (Wiedemann, 1828)
- A. maculipes (Walker, 1855)
- A. melanopygus Wulp, 1899

- A. metatarsata Becker in Becker & Stein, 1913
- A. muralidharani Joseph & Parui, 1987
- A. neavensis (Ricardo, 1919)
- A. nigranta Scarbrough in Scarbrough & Biglow, 2004
- A. nigrinus (Ricardo, 1919)
- A. philus (Walker, 1849)
- A. pseudoguptai Joseph & Parui, 1987
- A. rami Joseph & Parui, 1992
- A. scalaris Hermann, 1917
- A. shishodiai Joseph & Parui, 1993
- A. silcharensis Joseph & Parui, 1984
- A. sodalis (Wulp, 1899)
- A. spinicauda (Wulp, 1898)
- A. strachani Oldroyd, 1970
- A. tarsalis (Ricardo, 1919)
- A. tiwarii Joseph & Parui, 1981
- A. trichura Hermann, 1917
- A. trigemina Becker, 1925
- A. virgatipes (Coquillett, 1898)